# Iglesia de San Pedro Apóstol (Pinoso)
La iglesia de San Pedro Apóstol es una iglesia situada en la calle Canalejas del municipio de Pinoso, Alicante, España.
Esta iglesia data del siglo XVIII, pero su interior fue restaurado entre los años 1951 y 1959, y la cubierta exterior entre 1987 y 1989.
Su planta es de cruz latina, con la nave central corta y el presbiterio profundo. Adosada a la nave central se encuentra la capilla de la Virgen del Remedio.